# La Couleur du mensonge
« La Tache (film, 2003) » redirige ici. Pour les autres significations, voir La Tache (homonymie).
Pour les articles homonymes, voir La Tache (film).
Pour plus de détails, voir Fiche technique et Distribution.
La Couleur du mensonge ou La Tache au Québec  (The Human Stain) est un film américain réalisé par Robert Benton, sorti en 2003.
Il s'agit d'une adaptation du roman La Tache (The Human Stain) de Philip Roth publié en 2000.

## Synopsis
Accusé d'avoir tenu des propos racistes envers deux étudiants, Coleman Silk (Anthony Hopkins), brillant professeur de lettres, démissionne brutalement de son université. Déterminé à mener une guerre contre le politiquement correct, il décide d'approcher un écrivain de talent (Gary Sinise) à même de raconter son histoire.

## Fiche technique
- Titre original : The Human Stain
- Réalisation : Robert Benton
- Scénario : Nicholas Meyer, d'après le roman La Tache de Philip Roth
- Production : Ronald M. Bozman, Steve Hutensky, Eberhard Kayser, Andre Lamal, Gary Lucchesi (en), Mario Ohoven, Michael Ohoven, Tom Rosenberg, Rick Schwartz, Scott Steindorff, Bob Weinstein et Harvey Weinstein
- Musique : Rachel Portman
- Photographie : Jean-Yves Escoffier
- Montage : Christopher Tellefsen
- Pays d'origine : États-Unis
- Format : Couleurs - 2,35:1 - Dolby Digital
- Genre : Thriller
- Durée : 106 minutes
- Date de sortie : 2003

## Distribution
- Anthony Hopkins (VF : Georges Claisse ; VQ : Michel Dumont) : Coleman Silk
- Nicole Kidman (VF : Danièle Douet ; VQ : Anne Bédard) : Faunia Farley
- Ed Harris (VF : Jacques Frantz ; VQ : Éric Gaudry) : Lester Farley
- Gary Sinise (VF : Thibault de Montalembert ; VQ : Jean-Luc Montminy) : Nathan Zuckerman
- Wentworth Miller (VF : François Feroleto ; VQ : Claude Gagnon) : le jeune Coleman Silk
- Jacinda Barrett (VF : Marie Donnio ; VQ : Catherine Allard) : Steena Paulsson
- Clark Gregg : Nelson Primus
- Anna Deavere Smith (VQ : Madeleine Arsenault) : Madame Silk
- Kerry Washington : Ellie
- Mili Avital : la jeune Iris Silk
- Anne Dudek : Lisa Silk
- John Finn : Louie Borero
- Mimi Kuzyk (VQ : Élise Bertrand)  : Delphine Roux
- Phyllis Newman (VQ : Estelle Picard)  : Iris Silk
- Lizan Mitchell (VF : Frédérique Cantrel) : Ernestine Silk
- Jeff Perry : le joueur de tennis
- Robert Higden : Jeff Silk
- Richard Russo : le membre du Comité de Faculté
- Deano Clavet : l'entraîneur de boxe
- Charles W. Gray : le prêtre

Version française
- - Studio de doublage : Alter Ego
  - Direction artistique : Hervé Icovic
  - Adaptation : Thomas Murat

doublage québécois
- Studio : Cinélume
- Direction artistique et adaptation : Marc Bellier